# Coronilla gemata
Coronilla gemata är en spindelart som beskrevs av Wang 1994. Coronilla gemata ingår i släktet Coronilla och familjen mörkerspindlar.
Artens utbredningsområde är Vietnam och Kina. Inga underarter finns listade i Catalogue of Life.